# Ли Цуньсюй
Ли Цуньсюй (кит. 李存勗; 2 декабря 885, Тайюань — 15 мая 926) — первый император династии Поздняя Тан, шато по происхождению.

## Биография

### Происхождение
Ли Цуньсюй родился в 885 году в Тайюани, на территории современной провинции Шаньси. Его отцом был Ли Кэюн, полководец из племени шато, на тот момент носивший титул Лунси-цзюньвана. Поскольку матерью Ли Цуньсюя была наложница Ли Кэюна, госпожа Цао, первоначально он не считался его наследником. Но, когда оказалось, что законная жена Ли Кэюна не может иметь детей, он сделал своим наследником Ли Цуньсюя.

### Правитель княжества Цзинь
В 908 году Ли Кэюн, который тогда был правителем княжества Цзинь, неожиданно умер. Сначала Ли Цуньсюй хотел передать власть своему дяде Ли Кэнину (кит. 李克寧), младшему брату Ли Кэюна. Неизвестно, связано ли это с тем, что Ли Кэнин был старше своего племянника и пользовался популярностью в армии, или же с принятой у тюркоязычных кочевников традицией передавать власть от брата к брату, а не от отца к сыну. Так или иначе, но Ли Кэнин убедил Ли Цуньсюя вступить на престол княжества Цзинь, незадолго до этого превратившегося в одно из независимых государств, возникших на территории Китая после узурпации власти Чжу Вэнем и падения династии Тан.
Эта идея пришлась не по вкусу нескольким братьям Ли Цуньсюя. Его наиболее активными противниками были Ли Цуньхао (кит. 李存顥) и Ли Цуньчжи (кит. 李存質). Они даже попытались устроить государственный переворот, но попытка такового была успешно подавлена Ли Кэнином.
Постепенно Ли Цуньсюй стал опасаться чрезмерно влиятельного родственника. Как оказалось, это было не напрасно. В 908 году знатный шато Ши Цзинжун сообщил ему о заговоре, главным участником которого был Ли Кэнин. Он планировал захватить в плен Ли Цуньсюя и его мать, и выдать их императору Поздней Лян. Воспользовавшись информацией, Ли Цуньсюй отдал приказ о казни Ли Кэнина. Тогда же он казнил и своего приёмного брата Ли Цуньхао.
Несмотря на опасения в начале правления Ли Цуньсюя, вызванные молодостью и неопытностью нового правителя, он оказался очень умелым военачальником. В 910—913 годах Ли Цуньсюю удалось завоевать ряд земель к северу от Хуанхэ и разгромить государство Янь (кит. 燕), захватив его столицу — город Ючжоу.
Сразу же после этого, в 914 году, Ли Цуньсюй начал войну против империи Поздняя Лян. При этом он утверждал, что пытается восстановить правление династии Тан и действует именем её законного императора. Но ни династии Тан, ни её законного императора в то время уже не существовало. Эта война продолжалась до 919 года. В конце концов, в результате крупного сражения к югу от Хуанхэ, на территории современной провинции Шаньдун оба войска понесли огромные потери. И армия империи Поздняя Лян, и армия княжества Цзинь потеряли до двух третей личного состава.
Поэтому оба враждующих государства вынуждены были заключить перемирие. Тем не менее, эта мирная передышка позволила снова расширить владения княжества Цзинь. Ли Цуньсюй воспользовался династическими противоречиями, которые возникли в таких же эфемерных княжествах Чжао (кит. 趙), и Иу (кит. 義武). На протяжении 920—921 годов оба государства были включены в состав шатосского княжества Цзинь.
Кроме расширения своих владений, княжество Цзинь так же вело практически непрерывные войны с киданями. В 905 году Ли Кэюн и правитель киданей Абаоцзи заключили союз и даже побратались. Но впоследствии кидани стали поддерживать Позднюю Лян.

### Первый император Поздней Тан
Несмотря на это, весной 923 года Ли Цуньсюй переменил название своего государства на Тан, принял титул императора и объявил войну Поздней Лян. Осенью того же года войска Поздней Лян были полностью разгромлены, её столица была захвачена шатосскими войсками, а территория полностью вошла в состав империи Поздняя Тан. Вскоре Ли Цуньсюй перенёс столицу своего нового государства в очень древний город Лоян, неоднократно становившийся столицей во времена прежних империй.
В 925 году Ли Цуньсюй завоевал государство Ранняя Шу на территории современной провинции Сычуань. Перед этим он сумел достичь мирного соглашения с киданями. Это соглашение и позволило Ли Цуньсюю успешно реализовать программу покорения Сычуани .
В том же году Ли Цуньсюй даровал владения и княжеские титулы своим многочисленным братьям. По этому поводу были устроены дорогостоящие празднества. Кроме этого, он присвоил посмертные императорские титулы своим отцу и деду, а также распорядился построить храмы, чтобы совершать церемонии в их честь .
Будучи очень успешным полководцем и существенно расширив земли Поздней Тан, Ли Цуньсюй при этом придавал мало внимания вопросам управления государством, предаваясь различным придворным развлечениям и ведя крайне расточительный образ жизни. Подобно своим предшественникам из династии Тан, он не сумел наладить отношения с военными губернаторами цзедуши.
По причине дружбы с придворными актёрами и любви к театру, Ли Цуньсюй назначал своих друзей-актёров губернаторами и чиновниками. На него также оказывали большое влияние придворные дамы и евнухи, которые позволяли себе вмешиваться в государственные дела. Поэтому стабилизировать политическую и экономическую жизнь в империи Поздняя Тан Ли Цуньсюй не сумел .
Помимо этого, Ли Цуньсюй тратил огромные средства на содержание своего разросшегося двора и театральные представления, в которых он нередко участвовал и сам под именем Тянься (кит. 天下). Больших средств требовало также строительство новых дворцов и содержание многочисленных императорских наложниц, количество которых достигало нескольких тысяч человек. В связи с этим население отдельных провинций нередко облагалось дополнительными налогами или же налоги взимались досрочно, что было очень тяжело для простого народа .
В сочетании со стихийными бедствиями и неурожаями, всё это приводило к недовольству и частым мятежам, в которых участвовали и военные, которым не нравилось то, что новые чины и титулы получают евнухи и актёры.
В конце концов, в 925 году Ли Цуньсюй казнил по ложному обвинению, которое выдвинули евнухи и актёры, двух своих военачальников. Их смерть напугала его соратников и привела к крупному восстанию, которое возглавил военачальник Го Гунцянь (кит. 郭從謙). Во время одного из сражений, в котором он участвовал лично, Ли Цуньсюй был тяжело ранен стрелой из лука. Вскоре он умер от этого ранения .
В момент гибели Ли Цуньсюя его старшего сына и наследника Ли Цзицзи (кит. 李繼岌), командовавшего армией во время покорения царства Шу в Сычуани, не было в столице. Он объявил себя императором, но армия его не поддержала, и он покончил жизнь самоубийством. К власти пришёл приёмный сын Ли Кэюна, Ли Сыюань.

### Семья
У Ли Цуньсюя было две жены и множество наложниц, но известны имена только тринадцати из них. У него было семеро сыновей и двое дочерей.

### Наследие
В отличие от своего дяди и преемника Ли Сыюаня, Ли Цуньсюй был грамотным человеком. Более того, он умел писать стихи. До наших дней дошло несколько его стихотворений, но они никогда не переводились на русский язык.

### Образ в искусстве
Ли Цуньсюй является одним из героев «Заново составленного пинхуа по истории Пяти Династий», художественного произведения, написанного неизвестным автором во времена династии Сун. Он также выступает в качестве одного из главных героев «Повествования о гибели Тан и истории Пяти Династий», романа эпохи Мин, авторство которого приписывается Ло Гуаньчжуну.